# Danis oribasius
Danis oribasius är en fjärilsart som beskrevs av Hans Fruhstorfer 1915. Danis oribasius ingår i släktet Danis och familjen juvelvingar. Inga underarter finns listade i Catalogue of Life.